# Flamine floreale

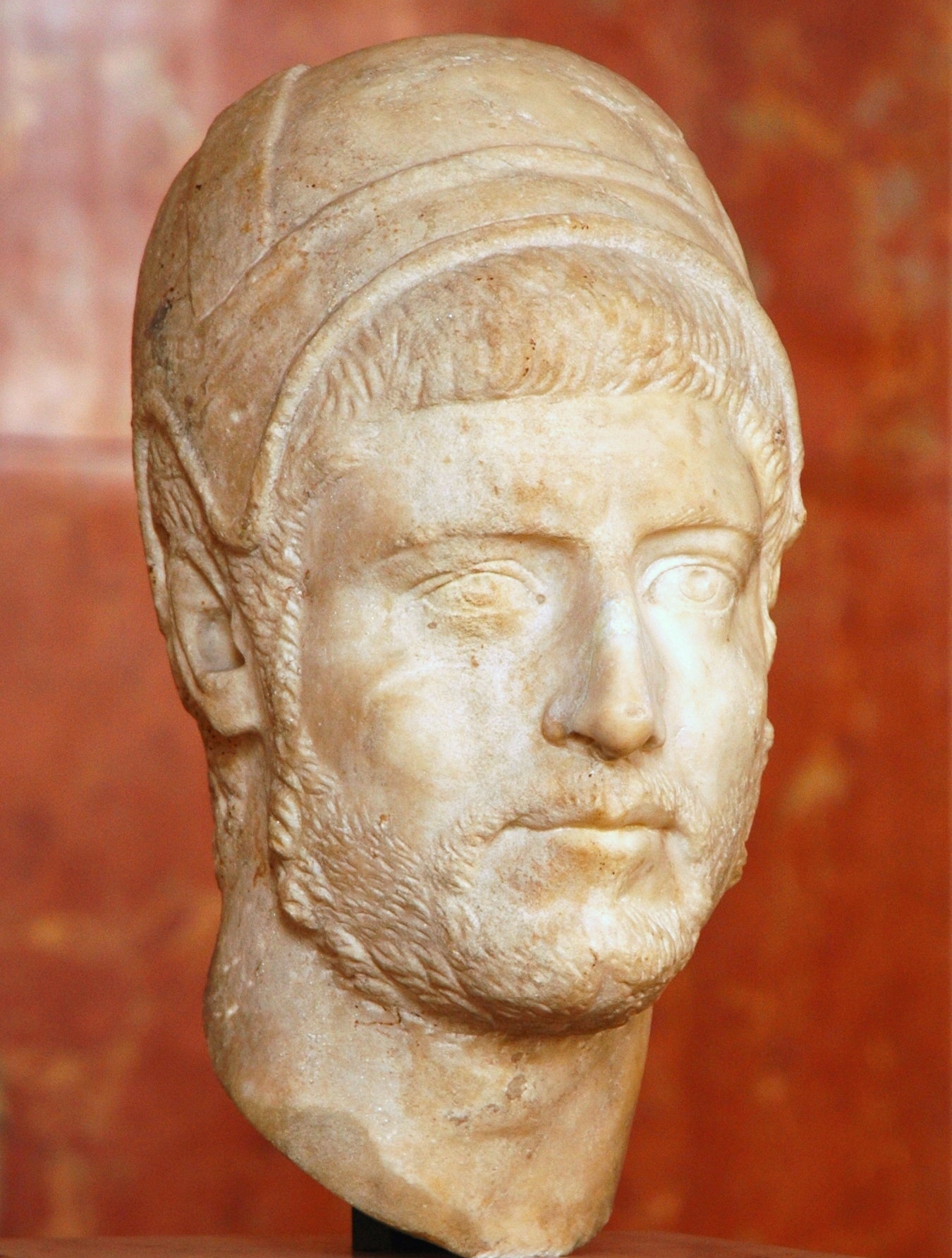
Busto di un flamine

Il flamine floreale (latino Flamen Florealis) era il sacerdote dell'antica Roma preposto al culto di Flora, di origine sabina, dea dei fiori e della primavera, protettrice delle piante utili all'uomo.
La corrispettiva divinità etrusca di Flora era Feronia da cui forse potrebbe derivare, mentre quella greca era Chloris.

La sua festa, Floralia, cui presiedeva il flamine floreale, era particolarmente allegra, gioiosa ed anche licenziosa.
Alle floralie partecipavano, fra gli altri, mimi, artiste discinte e prostitute, si celebrava dal 28 aprile al 3 maggio; durante la festa i romani si lanciavano delle fave in segno augurale. A lei era dedicato un tempio presso il Circo Massimo.